# Lorenz von Westenrieder

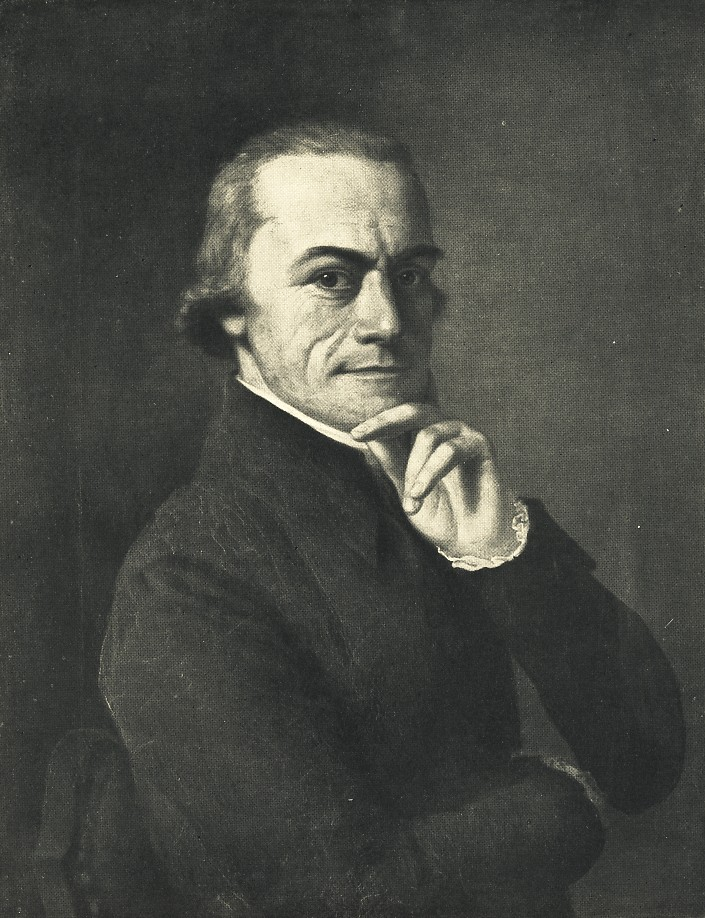
Lorenz von Westenrieder

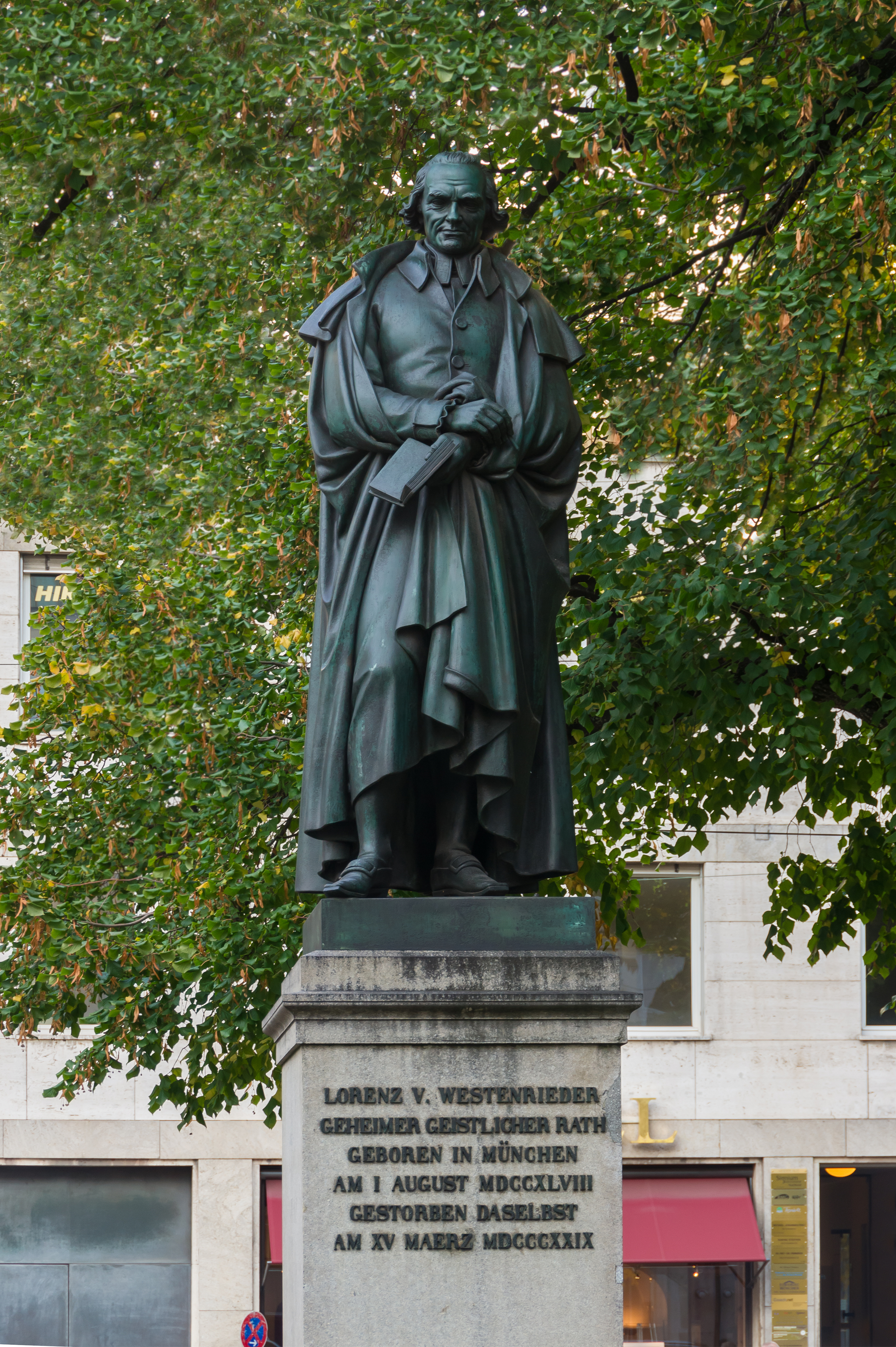
Lorenz von Westenrieder staty i München

Lorenz von Westenrieder, född 1 augusti 1748 i München, död där 15 mars 1829, var en tysk historiker och skriftställare. 
Westenrieder blev professor 1774 i poesi i Landshut och samma år i retorik i München, 1786 domkapitelsmedlem där och adlades 1813. Han inlade stora förtjänster om förbättringen av skolundervisningen i Bayern, särskilt på historiens och geografins område. År 1854 restes hans (av Max von Widnmann modellerade) staty i München. En del av hans skrifter utgavs 1831–38 i tio band.